# Ярім-Лім II
Ярім-Лім II (*д/н — бл. 1700 до н. е.) — цар держави Ямхад близько 1720—1700 років до н. е.

## Життєпис
Низка дослідників ототожнюють його з Ярім-Лімом, царем Алалаху. Відповідно був сином царя Хаммурапі I, успадкував трон після смерті старшого брата Абба'ела I. За іншою версією був сином останнього й мав лише одне ім'я з царем Алалаха.
За його панування починаються кризові явища, пов'язані зі вторгнення різних кочівників у межі держави. Протистояння з ними послабило Ямхад, зокрема відпала Катна та інші залежні міста-держави на півдні. Ймовірно, їх захопили гіксоси. також відсутність багатьох відомостей про цього царя свідчить про значну внутрішню кризу в Ямхаді.
Помер близько 1700 року. Відповідно до першої гіпотези походження мав двох синів: Нікміепух успадкував Ямхад, Аммітакум — Алалах. відповідно до другої гіпотези походження Нікміепух був єдиним спадкоємцем Ярім-Ліма II.